# Nestacionární magnetické pole
Nestacionární magnetické pole je magnetické pole, jehož charakteristické veličiny (např. magnetická indukce či magnetický indukční tok) se mění s časem.
Jeho zdrojem může být:
- nepohybující se vodič s časově proměnným elektrickým proudem,
- pohybující se vodič s konstantním nebo časově proměnným elektrickým proudem,
- pohybující se permanentní magnet nebo elektromagnet.

Charakteristickým fyzikálním jevem spojeným s nestacionárním magnetickým polem je elektromagnetická indukce. Tento jev byl objeven v 19. století.
Nestacionární magnetické pole je vzhledem k elektromagnetické indukci nutné nahlížet vždy v souvislosti s nestacionárním elektrickým polem, tedy jako nestacionární elektromagnetické pole.
Dalším charakteristickým jevem pro nestacionární elektromagnetické pole je elektromagnetické vlnění.
Speciálním případem je tzv. kvazistacionární magnetické pole. Rozumí se tím nestacionární magnetické pole v přiblížení, kdy časové změny prostorového rozložení nábojů jsou vždy natolik pomalé, že elektrické proudy, které jsou zdrojem pole, lze stále považovat za uzavřené.

## Použití v praxi
Nestacionární magnetické pole se v praxi používá například u převážné většiny elektrických strojů používajících střídavý proud.
Elektromagnetické vlnění je základním jevem nejen pro radiotechniku, ale i pro optiku, neboť světlo je také elektromagnetické vlnění.